# Округ Симпсон (Кентаки)
Симпсон (енгл. Simpson County) је округ у америчкој савезној држави Кентаки.

## Демографија
По попису из 2010. године број становника је 17.327, што је 922 (5,6%) становника више него 2000. године.
| Група             | 2000.          | 2010.          |
| Белци             | 14.314 (87,3%) | 14.941 (86,2%) |
| Афроамериканци    | 1.676 (10,2%)  | 1.625 (9,4%)   |
| Азијати           | 90 (0,5%)      | 114 (0,7%)     |
| Хиспаноамериканци | 150 (0,9%)     | 325 (1,9%)     |
| Укупно            | 16.405         | 17.327         |